# نشانه مسوح
نشانهٔ مسوح (انگلیسی: Massouh's sign؛ ‏عربی: علامة مسوح) یک نشانهٔ بالینی برای تشخیص آپاندیسیت حاد موضعی است که به نام جراح عمومی «فاروق مسوح» از «بیمارستان فریملی پارک» در شهرک فریملی (واقع در شهرستان ساری انگلستان) نام‌گذاری شده است.
این نشانه شامل لغزاندن محکم انگشت اشاره و میانی معاینه‌کننده را در سراسر شکم بیمار از زائده خنجری جناغ به سمت حفره ایلیاک چپ و سپس حفره ایلیاک راست است. نشانه مسوح مثبت، اخم کردن بیمار هنگام انجام این مانور در سمت راست (و نه چپ) است. توضیح قابلیت اطمینان این ابزار تشخیصی بر این واقعیت استوار است که آپاندیسیت در مرحله اولیه معمولاً باعث تحریک موضعی صفاق می‌شود. صفاقی که به خوبی عصب‌دهی شده است به درد بسیار حساس است و بنابراین به هرگونه تحرک در دیواره شکم حساس خواهد بود. به‌طور مشابه، این توضیح برای سایر نشانه‌های پریتونیت موضعی مانند نشانه مورفی، نشانه روزینگ یا نشانه پسواس هم کاربرد دارد.
در حال حاضر هیچ مدرک منتشر شده‌ای مبنی بر میزان حساسیت و ویژگی نشانهٔ مسوح برای آپاندیسیت حاد مشکوک وجود ندارد.